# Грегори, Бернард Пауль
Бернард Пауль Грегори (1919—1977) — французский физик.
С 1951 года работал в Политехнической школе (с 1958 года — профессор, с 1971 года — директор лаборатории), в 1966—1971 годах — директор ЦЕРН. С 1973 года — директор Национального центра научных исследований.
Работы по физике космических лучей и физике элементарных частиц, в частности открытию новых частиц в космических лучах и на ускорителях.